# Arsenur d'alumini
L'arsenur d'alumini, en anglès: aluminium arsenide o aluminum arsenide, és un compost químic i un material semiconductor el qual té gairebé la mateixa constant de xarxa cristal·lina que l'arsenur de gal·li i l'arsenur de gal·li i alumini. La mobilitat d'electrons hi funciona molt bé i per això té aplicacions en l'electrònica.

## Propietats
Té les següents propietats:
- Coeficient d'expansió tèrmica 5 µm/(°C*m)
- Temperatura de Debye 417 K
- Microduresa 5.0 GPa (50 g load)
- Nombre d'àtoms en in 1 cm³: (4.42-0.17x)·1022[4]
- Bulk modulus (7.55+0.26x)·1011 dyn cm−2[4]
- Duresa en l'escala Mohs: ~ 5[4]
- Insolubilitat en H₂O[4]

## Usos
L'arsenur d'alumini és un compost III-V semiconductor i és un material avantatjós per fabricar aparells d'optoelectrònica com són els diodes emissors de llum.
També es fa servir en la fabricació d'algunes cel·les solars.

## Toxicitat
La toxicologia de l'arsenur d'alumini no ha estat plenament investigada. Si entra en reacció resulta tòxic.
La seva inhalació pot causar irritació aguda al sistema respiratori, també pot causar enverinament per arsènic, ulceracó del septe nasal, dany al fetge i càncer a la sang, ronyons i sistema nerviós.